# 299755 Ericmontellese
299755 Ericmontellese este o planetă minoră (asteroid) din centura de asteroizi. A fost descoperită pe 14 septembrie 2006 la Mauna Kea de Joseph Masiero⁠(d). 
Obiectul prezintă o orbită caracterizată de o semiaxă mare de 3,0340155416328 UAi, o excentricitate de 0,04, o înclinație de 8,4 ° în raport cu ecliptica.